# Чхве Хёнён
Чхве Хёнён (кор. 최현연; 16 апреля 1984 года) — южнокорейский футболист, выступавший на позиции полузащитника.
Играл в молодёжной команде Университета города Ульсан. В 2006—2009 годах выступал за «Чеджу Юнайтед». В 2010—2011 годах за «Пхохан Стилерс». В 2011—2014 годах за «Кённам».
Сезон 2014 года провёл в китайском клубе «Харбин Итэн», а сезон 2015 года в малайзийском «Куала-Лумпуре». В начале 2016 года перешёл в клуб Узбекистана «Навбахор», но по некоторым причинам покинул клуб.
В сентябре 2016 года перешёл в индонезийский клуб «Персела Ламонган». В 2017 году играл в Индонезии за «Гресик Юнайтед», позднее выступал в Корее на любительском уровне.